# District de Zhongshan (Dalian)
Pour les articles homonymes, voir Zhongshan (homonymie).
Le district de Zhongshan (中山区 ; pinyin : Zhōngshān Qū) est une subdivision administrative de la province du Liaoning en Chine. Il est placé sous la juridiction de la ville sous-provinciale de Dalian.